# 瓦伦斯
弗拉维斯·埃弗利乌斯·瓦伦斯（拉丁語：FLAVIVS IVLIVS VALENS PIVS FELIX AVGVSTVS，328年—378年8月9日），为罗马帝国的皇帝，统治时间为364年至378年。其原先为罗马军队的一名军官，后被其兄长瓦伦提尼安一世任命为共治皇帝，负责统治罗马帝国的东部地区。378年，瓦伦斯在阿德里安堡战役中被入侵的哥特人击败并阵亡。
在位期间，瓦伦斯不断面临内外威胁。他于366年击败了篡位者普罗科皮乌斯，并于367年和369年两次对多瑙河以北的哥特人展开战争。接下来的几年，瓦伦斯专注于东方边境，对抗波斯在亚美尼亚的持续威胁，以及与萨拉森人和伊苏利亚人的冲突。在国内事务中，他建成了君士坦丁堡的瓦伦斯水道桥，其长度超过了罗马的所有水道桥。376至377年，哥特战争爆发，瓦伦斯从东方返回，决定御驾亲征，但由于与其侄子格拉提安缺乏协调，以及战术的重大失误，瓦伦斯和东罗马帝国的大部分军队于378年在阿德里安堡战役中战死。
作为一名有能力的行政官员，瓦伦斯显著减轻了人民的税收负担。但他也被史学家形容为优柔寡断、易受影响和平庸的军事将领，总体评价为“毫无特色”。他多疑且恐惧的性格导致了大量的叛国审判和处决，严重损害了他的声誉。在宗教事务上，瓦伦斯倾向于在尼西亚信经与各种非三位一体派基督教派别之间寻求妥协，同时对异教事务干预较少。

## 早年经历
瓦伦斯和他的兄长瓦伦提尼安分别出生于328年和321年，出身于伊利里亚一个居住在下潘诺尼亚西巴莱的家庭。他们的父亲为格拉提安努斯·富纳里乌斯（Gratianus Funarius），曾在罗马军队中担任高级军官。
两兄弟都是基督徒，但信仰不同的派别：瓦伦提尼安信奉尼西亚信经，而瓦伦斯则是阿利乌斯教派基督徒。成年后，瓦伦斯在皇帝尤利安和约维安统治时期加入宫廷护卫队（protectores domestici）。据五世纪希腊历史学家索克拉蒂斯记载，在多神教皇帝尤利安统治期间，瓦伦斯拒绝了献祭异教神祇的压力。
363年6月，尤利安在与波斯人的战斗中阵亡，其继任者约维安又在次年二月在赶往君士坦丁堡以确保帝位的途中暴卒于小亚细亚。根据拉丁历史学家阿米阿努斯·马尔切利努斯的记载，瓦伦提尼安于364年2月25日被一批军事和行政官员在尼西亚推举为皇帝。瓦伦提尼安于364年3月1日任命瓦伦斯为“马厩长官”（tribunus stabulorum 或 stabuli）。不过，人们普遍认为，庞大的帝国需要两位皇帝共同管理其复杂的行政和军事事务。在士兵们要求下，瓦伦提尼安于同年3月28日在君士坦丁堡正式册立瓦伦斯为共治皇帝，这次仪式在君士坦丁城墙前举行，象征着两兄弟共同治理帝国的开始。

## 生平

### 成为罗马皇帝
瓦伦斯直到360年左右方才加入罗马军队，同其兄长弗拉维斯·瓦伦提尼安在帝国东部边境服役。364年2月，罗马皇帝约维安在赶往君士坦丁堡以确保帝位的途中暴卒于小亚细亚，2月26日，弗拉维斯·瓦伦提尼安被同行的士兵拥立为罗马皇帝。3月28日，瓦伦提尼安任命瓦伦斯为共治皇帝，负责统领帝国东部，以君士坦丁堡为都。

### 普罗科皮乌斯叛乱
瓦伦斯即位后即发动针对波斯萨珊王朝的战争，但是他甫一出兵，前朝皇帝叛教者尤利安的一位亲戚普罗科皮乌斯即在君士坦丁堡发动叛乱。瓦伦斯一时无法赶回，派回君士坦丁堡的征讨军又被普罗科皮乌斯劝降，且瓦伦提尼安也拒绝提供援助，导致瓦伦斯一度考虑退位，甚至自杀。但是到366年，局势发生变化，在来自埃及等地的援军帮助下，瓦伦斯扭转了局势。不久，普罗科皮乌斯的军队遗弃了他，导致瓦伦斯轻易平息叛乱，并擒杀了普罗科皮乌斯。

### 对哥特人的战争
瓦倫斯與普羅科皮烏斯戰爭時，哥特人參予並支持普羅科皮烏斯的軍隊，在普羅科皮烏斯被擊敗後，瓦伦斯数次渡过多瑙河征讨哥特人，但是均未克全功。369年，在罗马的军事压力下，哥特人与罗马签订了和约，在和约中哥特人放弃了与罗马之间的自由贸易权，但是也从罗马军队中撤回了雇佣军。

### 与萨珊的冲突
在暂时解决哥特人的威胁后，瓦伦斯重新开始与波斯之间的战争，由于在东部受到贵霜帝国的牵制，波斯于371年向瓦伦斯求和。

### 哥特战争（376-382）
375年，由于受到匈人入侵，西哥特人开始大举迁入罗马帝国。其首领于次年遣使前往安条克，拜见瓦伦斯，声称其率领的20万哥特人希望能进入巴尔干半岛。瓦伦斯接受了哥特人的请求，希望能用哥特人来充实其军队。
但是很快事态失去了控制，大量哥特人源源不断地迁入多瑙河流域，其中甚至包括一些匈人和阿兰人，而帝国在此地区的兵力又十分薄弱，无法对其加以有效的控制。当一些地区的罗马士兵开始虐待哥特移民时，一场广泛的哥特起义于377年爆发了。

### 阿德里安堡战役
在多瑙河驻军连续遭到失败后，瓦伦斯被迫从安条克出发御驾亲征，8月9日，他率领的罗马帝国精锐部队在阿德里安堡战役中被彻底击败，伤亡超过2/3。瓦伦斯本人的屍體從未被發現，其中一個說法稱其受伤后困在一间茅屋中，被赶来的哥特人活活烧死。
瓦伦斯死后，西部的皇帝格拉提安赶往东部救援，并册立自己的部下狄奥多西一世为东部的皇帝。